# Лагерови полиноми
Лагерови полиноми {\displaystyle L_{n}(x)} представљају решења Лагерове диференцијалне једначине:
{\displaystyle x\,y''+(1-x)\,y'+n\,y=0\,}
Придружени Лагерови полиноми  {\displaystyle L_{n}^{(\alpha )}(x)} представљају решења од:
{\displaystyle x\,y''+(\alpha +1-x)\,y'+n\,y=0\,}
По први пут дефинисао их је француски математичар Едмон Лагер. Користе се и у квантној механици као  решења радијалнога дела Шредингерове једначине једноелектронскога атома.

## Родригезова формула и полиноми
Лагерови полиноми обично се означавају као  L0, L1, ..., а полиномни низ може да се дефинише Родригезовом формулом:
{\displaystyle L_{n}(x)={\frac {e^{x}}{n!}}{\frac {d^{n}}{dx^{n}}}\left(e^{-x}x^{n}\right).}
Првих неколико полинома:
| n | {\displaystyle L_{n}(x)\,}                                                                              |
| 0 | {\displaystyle 1\,}                                                                                     |
| 1 | {\displaystyle -x+1\,}                                                                                  |
| 2 | {\displaystyle {\scriptstyle {\frac {1}{2}}}(x^{2}-4x+2)\,}                                             |
| 3 | {\displaystyle {\scriptstyle {\frac {1}{6}}}(-x^{3}+9x^{2}-18x+6)\,}                                    |
| 4 | {\displaystyle {\scriptstyle {\frac {1}{24}}}(x^{4}-16x^{3}+72x^{2}-96x+24)\,}                          |
| 5 | {\displaystyle {\scriptstyle {\frac {1}{120}}}(-x^{5}+25x^{4}-200x^{3}+600x^{2}-600x+120)\,}            |
| 6 | {\displaystyle {\scriptstyle {\frac {1}{720}}}(x^{6}-36x^{5}+450x^{4}-2400x^{3}+5400x^{2}-4320x+720)\,} |

Генерирајућа функција Лагерових полинома је:
{\displaystyle {\frac {e^{-xt/(1-t)}}{1-t}}=\sum _{n=0}^{\infty }L_{n}(x)t^{n}\,}.

## Рекурзивне релације
Лагерови полиноми могу да се дефинишу рекурзивно уз помоћ прва два полинома која су:
{\displaystyle L_{0}(x)=1\,}
{\displaystyle L_{1}(x)=1-x\,}
а рекурзивна релација је:
{\displaystyle (n+1)\,L_{n+1}(x)=(2\,n+1-x)\,L_{n}(x)-n\,L_{n-1}(x)}
Рекурзивна релација за изводе је:
{\displaystyle x\,L_{n}'(x)=n\,L_{n}(x)-n\,L_{n-1}(x)}

## Генерализирани Лагерови полиноми
Генерализирани Лагерови полиноми или придружени Лагерови полиноми  {\displaystyle L_{n}^{(\alpha )}(x)} представљају решења диференцијалне једаначине:
{\displaystyle x\,y''+(\alpha +1-x)\,y'+n\,y=0}
Родригезова формула за генерализиране полиноме је:
{\displaystyle L_{n}^{(\alpha )}(x)={x^{-\alpha }e^{x} \over n!}{d^{n} \over dx^{n}}\left(e^{-x}x^{n+\alpha }\right).}
Веза обичних и генерализираних Лагерових полинома је:
{\displaystyle L_{n}^{k}(x)=(-1)^{k}\,{\frac {{\rm {d}}^{k}}{{\rm {d}}x^{k}}}\,L_{n+k}(x)}.
Обични Лагерови полиноми еквивалентни су генерализиранима полиномима ако је  α = 0:
{\displaystyle L_{n}^{(0)}(x)=L_{n}(x).}
Неколико првих генерализираних Легерових полинома:
{\displaystyle L_{0}^{k}(x)=1}
{\displaystyle L_{1}^{k}(x)=-x+k+1}
{\displaystyle L_{2}^{k}(x)={\frac {1}{2}}\,\left[x^{2}-2\,(k+2)\,x+(k+1)(k+2)\right]}
{\displaystyle L_{3}^{k}(x)={\frac {1}{6}}\,\left[-x^{3}+3\,(k+3)\,x^{2}-3\,(k+2)\,(k+3)\,x+(k+1)\,(k+2)\,(k+3)\right]}

## Ортогоналност
Придружени Лагерови полиноми ортогонални су у односу на тежинску функцију 
{\displaystyle x^{\alpha }e^{-x}}:
{\displaystyle \int _{0}^{\infty }x^{\alpha }e^{-x}L_{n}^{(\alpha )}(x)L_{m}^{(\alpha )}(x)dx={\frac {\Gamma (n+\alpha +1)}{n!}}\delta _{n,m},}

## Веза са Ермитовим полиномима
Генерализирани лагерови полиноми повезани су са Ермитовим полиномима следећим релацијама:
{\displaystyle H_{2n}(x)=(-1)^{n}2^{2n}n!L_{n}^{(-1/2)}(x^{2})}
и
{\displaystyle H_{2n+1}(x)=(-1)^{n}2^{2n+1}n!xL_{n}^{(1/2)}(x^{2})}
где су {\displaystyle H_{n}(x)} Ермитови полиноми.